# Jonas Carpignano
Jonas Carpignano (pronunciación en italiano: /ˈdʒɔːnas karpiɲˈɲaːno/ ;16 de enero de 1984) es un director de cine ítalo-estadounidense. Es conocido por las películas Mediterranea, A Ciambra y A Chiara.

## Primeros años
Carpignano nació en El Bronx, Nueva York, el 16 de enero de 1984. Su padre, Paolo Carpignano, es profesor de posgrado en Roma, Italia . Su madre Diane Benskin Carpignano es de una familia originaria de Barbados en el Caribe. Creció en Nueva York, pero pasó largos períodos de tiempo en Roma, Italia, donde residía la familia de su padre. 
A temprana edad estuvo rodeado de cineastas y músicos. Su abuelo paterno, Vittorio Carpignano, fue cineasta y productor de algunos de los comerciales más memorables de la televisión italiana temprana, y un artista prolífico en la última parte de su vida. Su tío, Luciano Emmer, fue un director de cine italiano. Por parte de madre, su tío Sammy Benskin era un conocido pianista de jazz y director de orquesta. Fue educado en la Escuela Fieldston en Riverdale.
Comenzó a hacer películas en la Wesleyan University, donde se graduó con honores en 2006 y, después de haber trabajado en la industria cinematográfica en Italia y en los Estados Unidos durante unos años, se matriculó en el Programa de Graduados en Cine de la Escuela de Artes Tisch de la Universidad de Nueva York. donde realizó sus primeros cortometrajes. Su trabajo como director ha sido mostrado en el Festival de Cine de Cannes, Festival de Cine de Venecia y el Festival de Cine de Nueva York.

## Filmografía
| Año  | Película          | Rol                 |
| ---- | ----------------- | ------------------- |
| 2012 | A Chjàna (Corto)  | director, guionista |
| 2014 | A Ciambra (Corto) | director, guionista |
| 2015 | Mediterranea      | director, guionista |
| 2017 | A Ciambra         | director, guionista |
| 2021 | A Chiara          | director, guionista |